# Хауда

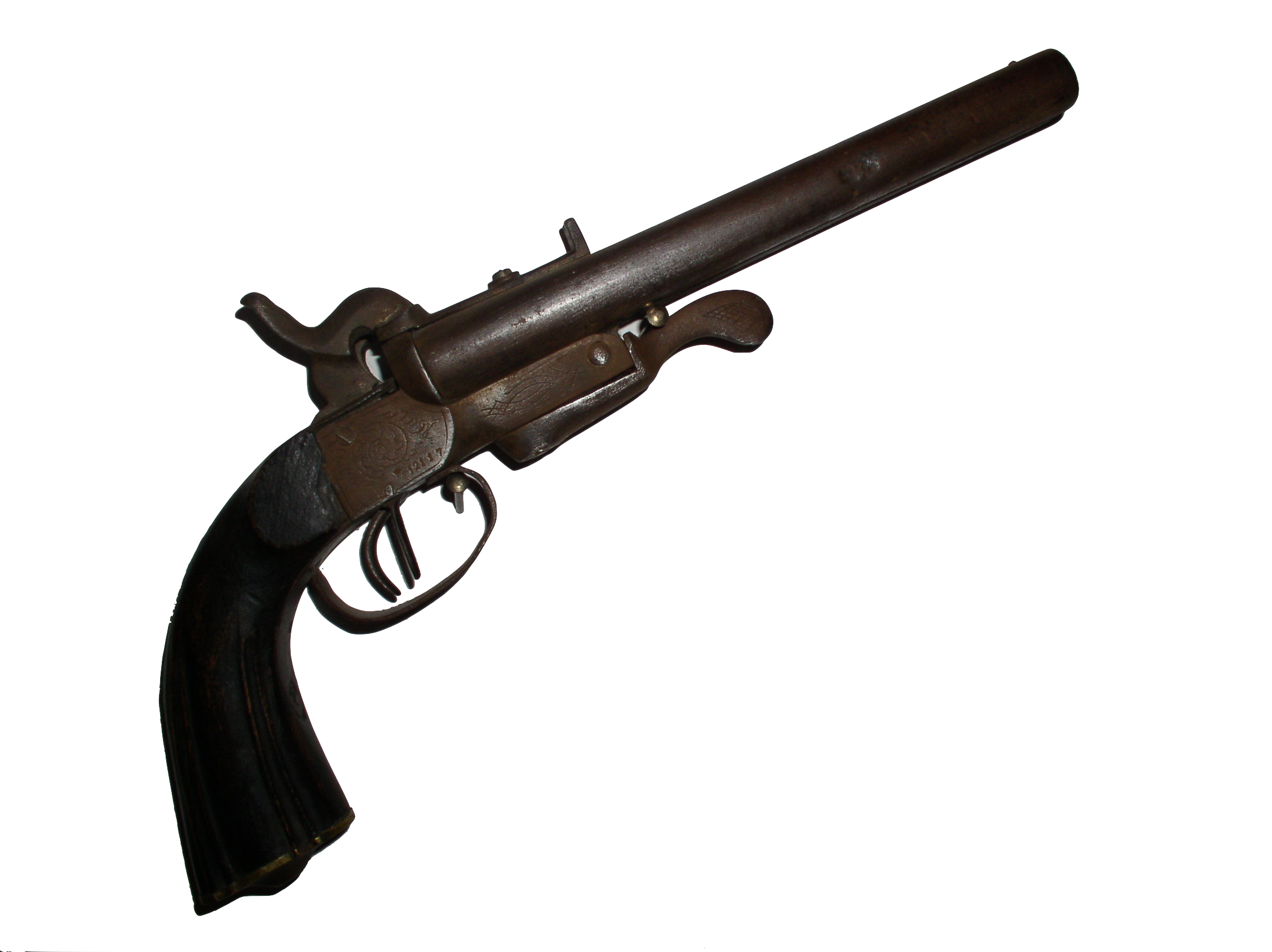
Двоствольний сідельний пістолет калібру .50, Німеччина, близько 1900 р.

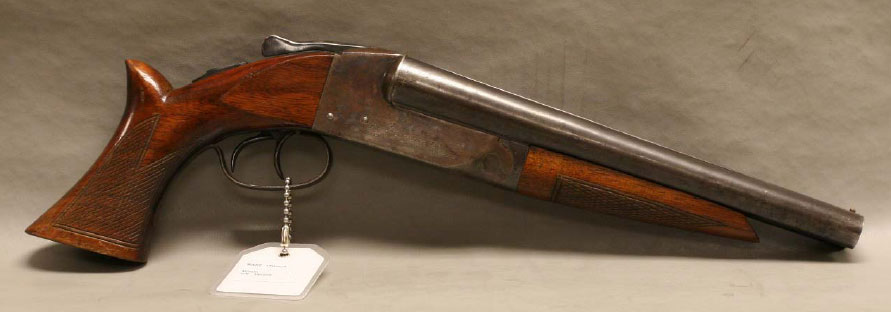
Хауда Ithaca Auto & Burglar Model A 20-го калібру, випускалася в 1922—1934 роках

Хауда, хаудах, хоуда (англ. howdah, саме слово на урду означає «слоняче сідло») — короткоствольна великокаліберна зброя під набій мисливського типу.
Хауди виникли як обрізи мисливських двостволок і використовувалися в колоніальній Індії мисливцями верхи на слонах для захисту від нападу пораненого тигра як «зброя останнього шансу». Спочатку були гладкоствольними, без прицільних пристосувань, оскільки стріляти з них доводилося практично впритул. Згодом подібні обрізи-пістолети з зручнішою рукояткою стали спеціально виготовлятися, їх стали робити і нарізними; нерідко калібр збігався з калібром основної зброї мисливця. Хауди були не тільки двоствольними, але навіть четирехствольними. Класичний образ хауди сформувався в 1830—1850 роках. Найбільш відомі хауди Ланкастера, Вілкінсона, Вестлі Річардса.
Застосування хауди при полюванні на левів можна побачити у фільмі «Привид і пітьма».
У 2007 році Іжевським механічним заводом на базі рушниці ИЖ-43 було випущено травматичну зброю самооборони «Хауда» МР-341. Являє собою короткий двоствольний обріз під спеціально розроблений 35 мм патрон 12 калібру з гумовою кулею.